# ددویل (آلاباما)
ددویل (به انگلیسی: Dadeville) شهری در شهرستان تالاپوسا ایالت آلاباما است که مساحت آن ۴۱٫۵۱ کیلومتر مربع است و در سرشماری سال ۲۰۱۰ میلادی، ۳٬۲۳۰ نفر جمعیت داشته و تراکم جمعیتی آن، ۷۷٫۸۱ نفر در هر کیلومتر مربع بوده است.